# Organized Noize
Organized Noize je američka hip hop producentska tvrtka koju su formirali Sleepy Brown, Rico Wade i Ray Murray.